# Lowell Edwin Jones
Lowell Jones (1945) é um matemático estadunidense, que trabalha principalmente com topologia e geometria, professor de matemática da Stony Brook University. Jones é mais conhecido por sua colaboração com Francis Thomas Farrell sobre a conjectura de Farrell–Jones.

## Formação e carreira
Jones obteve um Ph.D. na Universidade Yale em 1970, orientado por Wu-Chung Hsiang. Em sua tese, A Converse to the Fixed-Point Theorem of P. A. Smith, considerou o teorema do ponto fixo de Paul Althaus Smith. A partir de 1975 foi professor da Stony Brook University.
Jones e Farrell publicaram cerca de cinquenta artigos durante sua colaboração de 25 anos.
Jones foi palestrante convidado do Congresso Internacional de Matemáticos em Quioto (1990).